# Халаза
Хала́за (от греч. χάλαζα — узелок, бугорок): у растений — базальная часть семенного зачатка, которая находится напротив микропиле, открывая интегумент. Ткань, где соединяются интегумент и нуцеллус. У животных — структура яйца. Халазы поддерживают желток с обеих сторон.

## Халазы растений

Халазальный полюс в семязачатке — под буквой B

В семенном зачатке халаза находится напротив микропиле, открывая интегумент. Халаза — это ткань где соединяются интегумент и нуцеллус. Питательные вещества проходят через васкулярные ткани в фуниклюс и внешний интегумент через халазы в нуклеус. На протяжении развития эмбриональной сумки внутри семенного зачатка цветкового растения три клетки в конце халазы становятся клетками-антиподами.
Для многих однодольных и некоторых двудольных (молочайные, лютиковые) характерны массивные разросшиеся халазы. У растений-паразитов халазы представлены 2-3 клетками.

## Халазы животных

Халаза (канатик) в яйце — под № 4 и № 13

В яйцах животных халаза образуется из одной или двух спиральных полосок ткани, поддерживающих желток в центре белка. Халазы действуют подобно пуповине у млекопитающих. Эмбрион, который развивается, получает питательные вещества от желтка. Функция халазы заключается в удержании желтка на его позиции.
В кулинарии, особенно при жарке, халазы часто изымаются для получения гомогенной текстуры яйца.